# Ивахив, Степан Петрович
Ивахив Степан Петрович (укр. Івахів Степан Петрович; род. 24 января 1968, Липины, Волынская область) — украинский политик, Народный депутат Украины VIII созыва. Член депутатской группы «Воля народа». Входит в число богатейших бизнесменов Украины по версии Forbes.
1 ноября 2018 года были введены российские санкции против 322 граждан Украины, включая Степана Ивахива.

## Образование
- В 1992 году окончил Ровненский институт водного хозяйства.

## Карьера
- 1992 год — становится одним из основателей ФПГ «Континиум». Начинает с пошива кожаных курток, после переходит на торговлю энергоносителями.
- 2002 год — финансирует безуспешную предвыбороную компанию партии «Новая генерация».
- 2006 год — становится № 133 в списке Блока Литвина, который не проходит в ВРУ.
- 2010 год — депутат Волынского облсовета.
- С ноября 2012 года — народный депутат Верховной Рады Украины VII созыва, избран по избирательному округу № 21.
- С 26 октября 2014 года — на досрочных парламентских выборах избран депутатом Верховной Рады Украины VIII созыва от одномандатного избирательного округа № 21 (Волынская область)[3].

## Членство в депутатских группах
- Член Комитета Верховной Рады Украины по вопросам строительства, градостроительства и жилищно-коммунального хозяйства[4]
- Член Специальной контрольной комиссии Верховной Рады Украины по вопросам приватизации[5]

## Семья
- Жена — Светлана (1973 г. р.).
- Дети — дочь Анна (2012 г. р.), сын Антон (2003 г. р. ), дочь Татьяна (1994 г. р.).[6]